# Suas
Suas (łac. Suensis) - stolica historycznej diecezji we Cesarstwie rzymskim w prowincji Africa Proconsularis w starożytnej metropolii Kartaginy, współcześnie w północnej Tunezji. Obecnie katolickie biskupstwo tytularne. Pierwszym biskupem był abp Giovanni Gravelli, nuncjusz apostolski w Boliwii, a następnie w Dominikanie. Od 2008 na stolicy tej zasiada Józef Wróbel SCJ, biskup pomocniczy lubelski. 

## Biskupi tytularni
| Lp. | Biskup               | Funkcja                                                          | Od                | Do                |
| --- | -------------------- | ---------------------------------------------------------------- | ----------------- | ----------------- |
| 1   | Giovanni Gravelli    | nuncjusz apostolski w Boliwii nuncjusz apostolski na Dominikanie | 24 grudnia 1967   | 11 grudnia 1981   |
| 2   | Jean-Claude Turcotte | biskup pomocniczy Montrealu (Kanada)                             | 14 kwietnia 1982  | 17 marca 1990     |
| 3   | François Gourguillon | biskup pomocniczy Reims (Francja)                                | 19 listopada 1991 | 23 listopada 2007 |
| 4   | Józef Wróbel SCJ     | biskup pomocniczy lubelski                                       | 28 czerwca 2008   |                   |